# JW Marriott Marquis Dubai

JW Marriott Marquis Dubai — высотный гостиничный комплекс в Дубай, ОАЭ. По состоянию на 2015 год здания являются 28-ми по высоте в Азии и 36-ми по высоте в мире, а также здание являлось самым высоким отелем мира в период с 2012 по 2017 года. Комплекс состоит из двух зданий высотой по 355 метров и по 72 этажей каждый; одно строилось с 2006 по 2012 год, второе — с 2006 по 2013.

## Структура
Гостиничный комплекс включает в себя 1608 номеров и 15 ресторанов, а также бизнес-центр, конференц-залы, переговорные, спа-салон и торговый комплекс. Кроме того, на 7 этаже одного из зданий находится 32-метровая чаша-бассейн с сопутствующей инфраструктурой.

## Строительство
Изначально компания The Emirates Group планировала построить только одну 77-этажную башню высотой 350 метров. Строительство предполагалось завершить в 2008 году. Тем не менее, потом архитектура здания претерпела значительные изменения. Новый проект башен-«близнецов» был утверждён в 2006 году. Сначала планировалось построить башни высотой 395 метров, затем в проект были внесены изменения, и планируемая высота зданий снизилась до 355 метров. Бетонные каркасы обеих башен были завершены в апреле 2010 года, а в апреле 2011 года были построены шпили.
Открытие отеля было приурочено к визиту в Дубай делегации Международного выставочного бюро: ОАЭ подала заявку на проведение в Дубае Всемирной универсальной выставки «Экспо» в 2020 г.
Стоимость проекта составила около 1,8 млрд дирхамов ОАЭ (примерно $432 млн).